# Brasfemes
Brasfemes é uma povoação portuguesa sede da Freguesia de Brasfemes do Município de Coimbra, freguesia com 9,18 km² de área e 1932 habitantes (censo de 2021), tendo, por isso, uma densidade populacional de 210,5 hab./km².
A freguesia é constituída pelas aldeias de Brasfemes, Vilarinho e Bostelim, pelos lugares de Sinceira e Picoto e por parte dos lugares de Lagares, Paredes e Logo-de-Deus. É limitada a norte pela Freguesia de Figueira de Lorvão (concelho de Penacova), a sul e a este pela União de Freguesias de Eiras e S. Paulo de Frades e a oeste pela União de Freguesia de Souselas e Botão e pela União de Freguesia de Torre de Vilela e Trouxemil.
Embora o padroeiro da Igreja Matriz de Brasfemes seja S. João Baptista, as festividades religiosas realizam-se, normalmente, no último fim de semana de setembro em honra ao Mártir S. Sebastião.
Em junho, e coincidindo sempre com do Dia da Freguesia de Brasfemes (10 de junho), realiza-se a Feira Gastronómica cuja organização está a cargo da Junta de Freguesia.

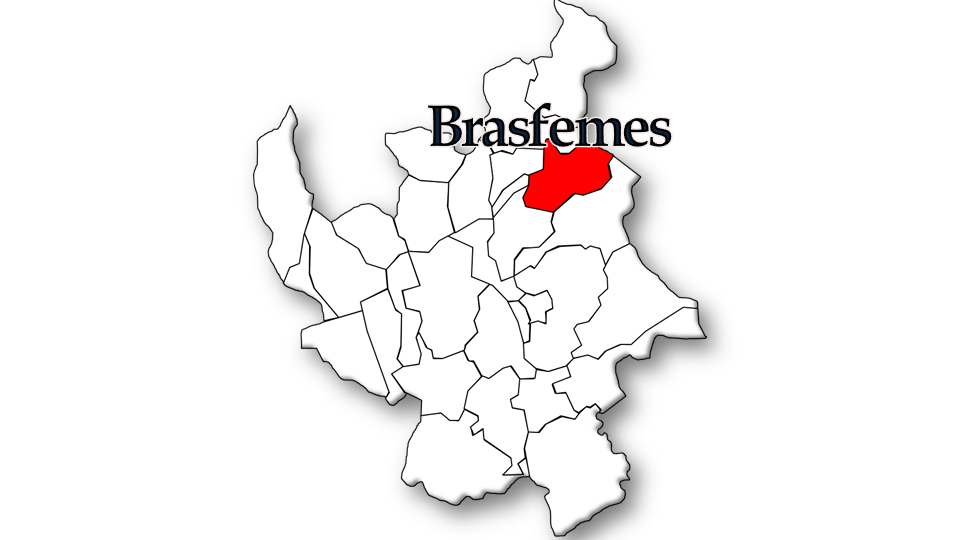
Localização da freguesia no Município de Coimbra

## Demografia
Nota: Nos censos de 1864 e 1878 tinha anexada a freguesia de Torre de Vilela (Fonte: INE)
A população registada nos censos foi:
| Distribuição da População por Grupos Etários | Distribuição da População por Grupos Etários | Distribuição da População por Grupos Etários | Distribuição da População por Grupos Etários | Distribuição da População por Grupos Etários |
| -------------------------------------------- | -------------------------------------------- | -------------------------------------------- | -------------------------------------------- | -------------------------------------------- |
| Ano                                          | 0-14 Anos                                    | 15-24 Anos                                   | 25-64 Anos                                   | > 65 Anos                                    |
| 2001                                         | 246                                          | 280                                          | 1054                                         | 267                                          |
| 2011                                         | 277                                          | 202                                          | 1151                                         | 339                                          |
| 2021                                         | 254                                          | 197                                          | 1009                                         | 472                                          |

## Património
- Igreja Matriz (Orago: S. João Baptista)
- Capela de Nossa Senhora da Piedade (Vilarinho)
- Capela de Nossa Senhora do Parto (Sinceira)
- Capela de S. Tiago (Quinta do Resmungão)
- Capela de Santo António dos Porcos (Brasfemes)
- Capelinha de Nossa Senhora da Conceição (Brasfemes)
- Capelinha das Almas do Purgatório (Brasfemes)
- Cruzeiro (Brasfemes)
- Chafariz (Vilarinho)
- Serra do Ilhastro